# Spadowa Turniczka

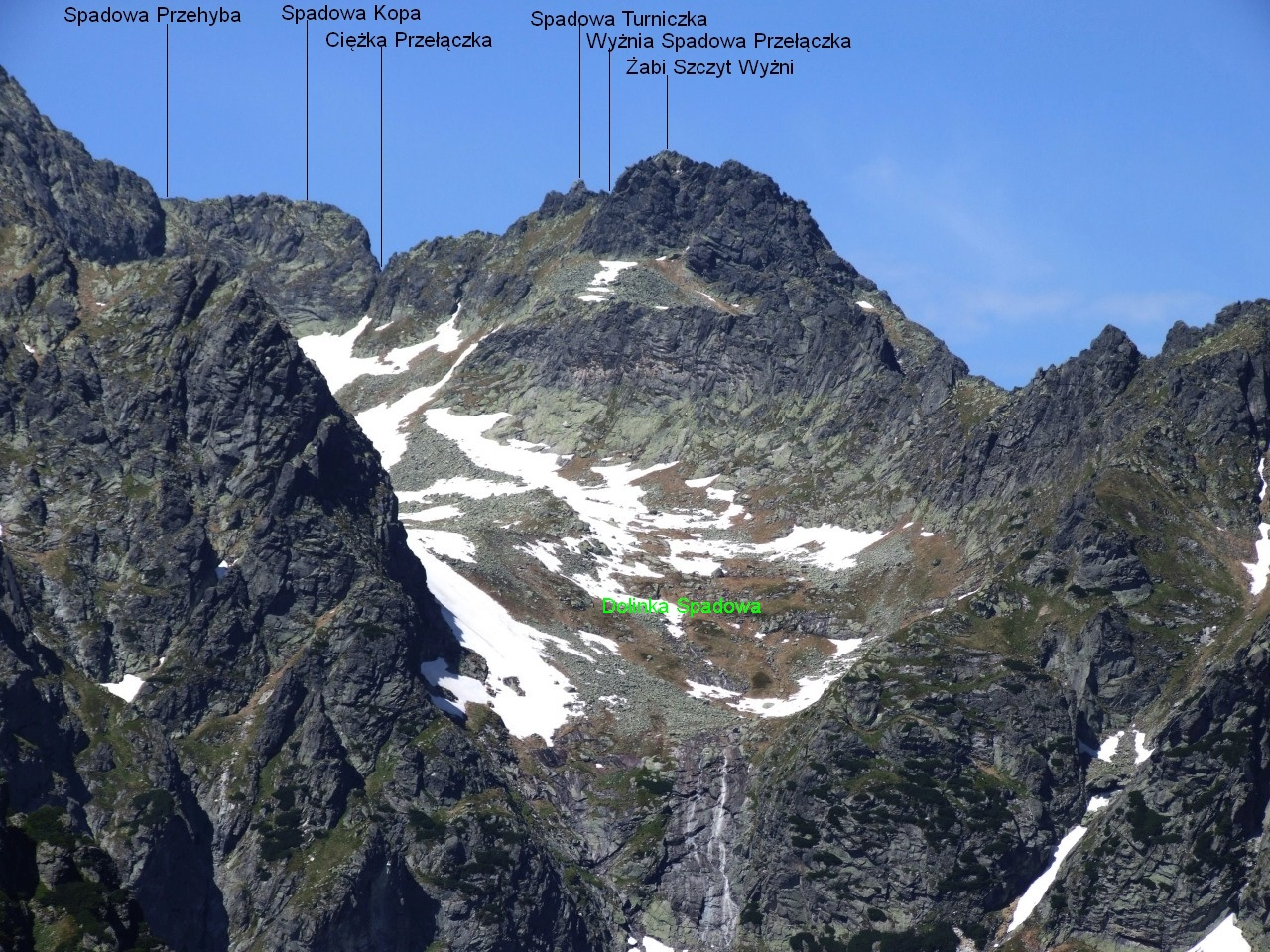

Spadowa Turniczka (niem. Leitentürmchen, słow. Spádová vežička, węg. Lejtő-tornyocska, ok. 2250 m) – turniczka w północnej grani Rysów w Tatrach Wysokich. Granią tą przebiega granica polsko-słowacka. Spadowa Turniczka jest najwyższym skalnym zębem pomiędzy Ciężką Przełączką (2205 m) a Wyżnią Spadową Przełączką (2235 m). Jej wierzchołek to prawie pozioma, zbudowana z płyt i bloków platforma, prawie na wszystkie strony opadająca pionowymi ściankami. Po jej zachodniej stronie, około 20 m niżej, znajduje się wąski, poziomy i zawalony dużymi skalnymi blokami taras, podcięty stromą ścianką o wysokości około 100 m. Podstawa tej ściany skośnie opada do jednego z ramion Spadowego Żlebu. Na wschodnią stronę Spadowa Turniczka opada do Dolinki Spadowej.

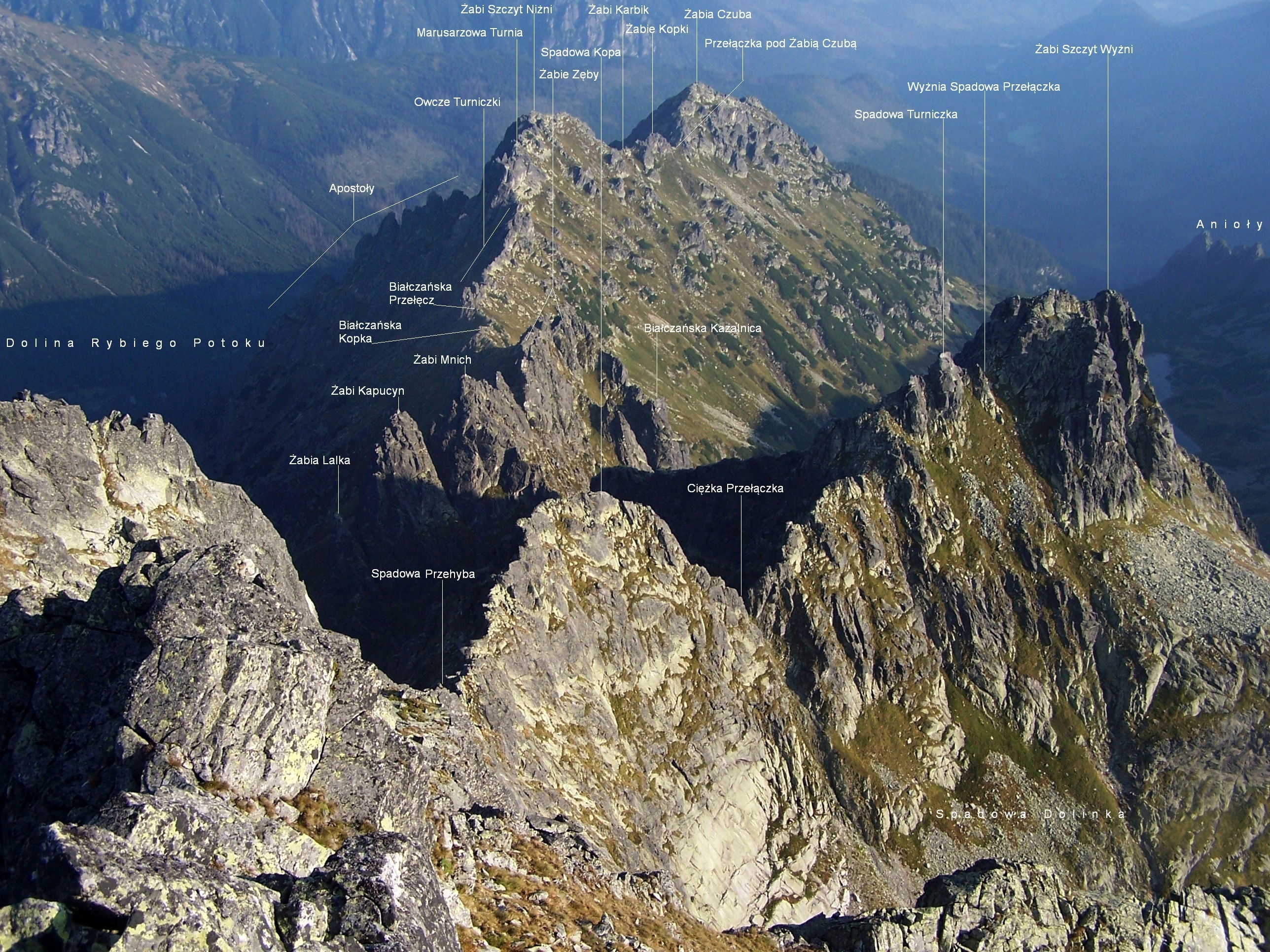
Widok z Niżnich Rysów